# Prowincja Południowo-Wschodnia (Oman)
Prowincja Południowo-Wschodnia (ar. جنوب الشرقية) – ustanowiona w 2011 roku muhafaza (gubernatorstwo) Omanu, położone we wschodniej części kraju, nad Morzem Arabskim od strony wschodniej. Na zachodzie graniczy z Maskatem, Prowincją Północno-Wschodnią i Prowincją Centralną. Centrum administracyjnym jest Sur.
Liczba ludności wynosiła 188 032 osoby według spisu z 2010 roku, a wedle informacji centrum statystyk Omanu, w 2016 roku gubernatorstwo zamieszkiwały 295 603 osoby. 
W jej skład wchodzi 5 wilajetów. :
- Sur
- Al Kamil Wal Wafi
- Jalan Bani Bu Hassan
- Jalan Bani Bu Ali
- Massirah